# Agathidinae
Agathidinae – podrodzina  błonkówek z rodziny męczelkowatych. 

## Zasięg występowania
Przedstawiciele tej podrodziny żyją na całym świecie, w większości ekosystemów lądowych.

## Biologia i ekologia
Wszystkie Agathidinae są pasożytami wewnętrznymi gąsienic motyli. cykl życiowy bywa zróżnicowany - spotykane są gatunki dzienne i nocne, żerujące samotnie lub gromadnie, atakujące larwy prowadzące różny tryb życia i w różnych stadiach rozwojowych. Gatunki żerujące samotnie atakują gąsienice prowadzące ukryty tryb życia (np. w zawiniętych liściach) w ich pierwszym stadium rozwojowych i opuszczają swoich żywicieli będących w stadium poczwarki. Gromadny tryb życia prowadzi kilka gatunków z rodzaju Zelomorpha.

## Znaczenie dla człowieka
Kilka gatunków jest wykorzystywanych do biologicznej kontroli liczebności szkodników.

## Systematyka
Liczbę gatunków Agathidinae szacuje się na ok. 2 tysiące, z których większość nie jest opisana.
Do podrodziny zaliczane są 54 rodzaje:

- Agathacrista
- Agathigma
- Agathirsia
- Agathis
- Alabagrus
- Amputoearinus
- Aneurobracon
- Aphelagathis
- Asperagathis
- Austroearinus
- Baeognatha
- Bassus
- Biroia
- Braunsia
- Camptothlipsis
- Chimaeragathis
- Coccygidium
- Coronagathis
- Crassomicrodus
- Cremnops
- Cremnoptoides
- Cymagathis
- Disophrys
- Earinus
- Euagathis
- Facilagathis
- Gelastagathis
- Gyragathis
- Gyrochus
- Hemiogaster
- Hypsostypos
- Ischnagathis
- Labagathis
- Leuroagathis
- Liragathis
- Lytopylus
- Marjoriella
- Mesocoelus
- Neothlipsis
- Pharpa
- Plesiocoelus
- Pneumagathis
- Scabagathis
- Sesioctonus
- Therophilus
- Trachagathis
- Trochantagathis
- Troticus
- Xanthagathis
- Zacremnops
- Zamicrodus
- Zelodia
- Zelomorpha
- Zosteragathis